# سارا رز سامرز
سارا رز سامرز (به انگلیسی: Sarah Rose Summers) (زاده ۴ نوامبر ۱۹۹۴) مدل،  مجری تلویزیون و ملکه زیبایی اهل آمریکا است.
او به نمایندگی از نبراسکا در سال ۲۰۱۸ ملکه زیبایی ایالات متحده آمریکا شد و به نمایندگی آمریکا در دوشیزه جهان ۲۰۱۸ در تایلند شرکت و جز نیمه نهایی ها قرار گرفت.